# リカオー
株式会社リカオーは、徳島県徳島市に本社を置く酒類・食品等の販売を行う日本のディスカウントストア。店舗販売の傍ら、楽天に出店し、ワインやウイスキーなどの通信販売を行っている。

## 沿革
- 1961年 - 宮本商店設立。
- 1969年 - 有限会社宮本良一商店設立。
- 1970年 - 有限会社阪急屋宮本商店と社名改称。
- 1979年 - 有限会社阪急屋と社名改称。
- 1990年 - リカオー株式会社設立。

## 店舗
2022年6月現在、徳島県に9店舗、高知県に3店舗、愛媛県に１店舗。
- リカオー店舗案内を参照。

## 配送センター
- 〒770-8001 徳島県徳島市津田海岸町5-25